# Sea Launch
Sea Launch war ein internationales Raumfahrtprojekt zur Vermarktung von Raketenstarts von einer speziell adaptierten Bohrplattform in Äquatornähe. Formaler Betreiber des Systems war eine gleichnamige Schweizer Aktiengesellschaft. Gestartet wurde von 1999 bis 2014 mit Zenit-3SL-Trägerraketen; dabei handelte es sich um eine Zenit-2 mit Block-DM-Oberstufe und einigen Modifikationen für den Start von See aus. Insgesamt wurden mit dieser Rakete 33 Nutzlasten mit Massen von bis zu sechs Tonnen in Geotransferorbits (GTO) befördert.
Infolge des Konflikts zwischen Russland und der Ukraine sind keine Zenit-Raketen mehr verfügbar. Die Sea-Launch-Schiffe wurden an den russischen Verkehrskonzern S7 Group verkauft, der sie nach Russland verlegte.

## Hintergrund, Vorgänger, ähnliche Projekte
Sea Launch war nicht die erste auf die Meeresoberfläche platzierte Startplattform. In den 1960er Jahren wurde vor der Küste Kenias die von Italien betriebene San-Marco-Plattform zum Start von Scout- und Höhenforschungsraketen verankert. Von der Hubinsel „Barbara“ erfolgten zu Beginn der 1970er Jahre einige Raketenerprobungen im Auftrag der Bundeswehr.

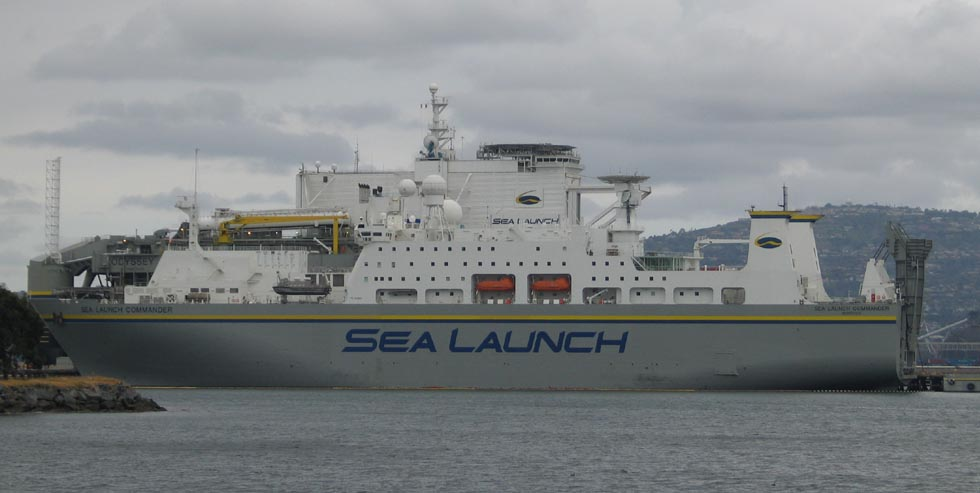
Sea Launch Commander im Hafen von Long Beach

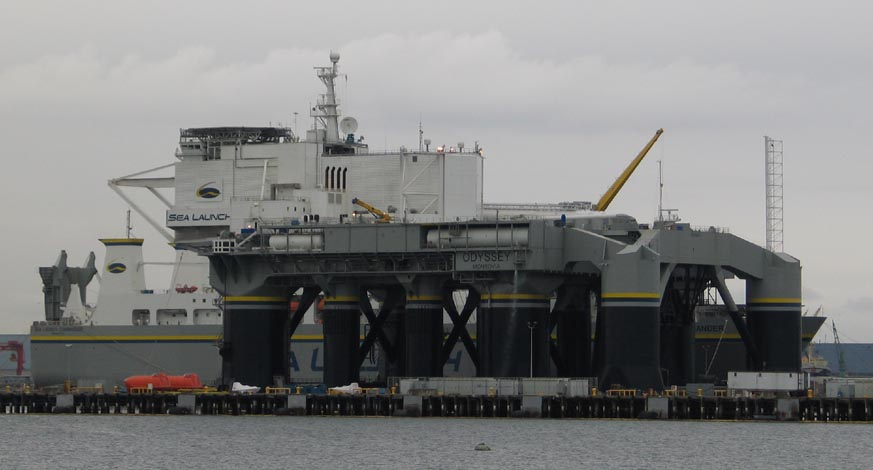
Odyssey im Hafen von Long Beach

Russlands Kosmodrome haben gegenüber den äquatornahen Weltraumbahnhöfen den Nachteil, dass eine dort gestartete Rakete bei gleicher Leistung weniger Nutzlast in einen GTO befördern kann. Das liegt daran, dass einerseits zusätzliche Änderungen der Bahn (Anpassungen der Bahnebene) erforderlich sind, und ausserdem fern dem Äquator die Rotationsgeschwindigkeit der Erde einen geringeren Teil der für einen Orbit nötigen Geschwindigkeit bereitstellt. Daher werden stärkere Raketenaggregate und mehr Treibstoff pro Kilogramm Nutzlast benötigt, oder aber die Nutzlast eines bestimmten Trägers verringert sich entsprechend. Diesen kostentreibenden Standortnachteil der sonst wettbewerbsfähigen russischen Trägerraketensysteme galt es auszugleichen.

## Entstehung und Geschichte von Sea Launch
Nach den ersten Studien 1993 entstand 1995 das Projekt Sea Launch. Die nächsten vier Jahre wurden zum Aufbau der Infrastruktur genutzt. So wurde das Kommandoschiff „Sea Launch Commander“ gebaut und aus einer ausgedienten Ölbohrplattform entstand die Startplattform „Odyssey“. „Sea Launch Commander“ und „Odyssey“ wurden in Long Beach in Kalifornien stationiert. Der Erstflug mit einem Dummy-Satelliten fand im März 1999 statt, der erste kommerzielle Flug folgte im Oktober desselben Jahres.
Gegründet wurde Sea Launch 1995 als internationales Konsortium von vier Unternehmen: Boeing (USA, Anteil 40 %), verantwortlich für Nutzlasten und Starts, RKK Energija (Russland, 25 %), Hersteller der Block-DM-Oberstufe, KB Juschnoje/Juschmasch (Ukraine, 15 %), Hersteller der Zenit, und Aker Kvaerner (Norwegen, 20 %), verantwortlich für die Startplattform „Odyssey“ und das Kommandoschiff „Sea Launch Commander“.

### Fehlstart von NSS 8 im Januar 2007
Beim Startversuch des NSS-8-Kommunikationssatelliten explodierte am 30. Januar 2007 eine Zenit-3SL-Trägerrakete direkt auf der „Odyssey“-Startplattform. Grund der Explosion war ein Metallteil in einer Treibstoffpumpe. Personen kamen dabei keine zu Schaden, da sich die Besatzung während des Starts jeweils auf die „Sea Launch Commander“ zurückzieht. Die Plattform erlitt dabei begrenzte Beschädigungen, war jedoch bereits am 1. Februar 2007 wieder mit der vollen Besatzung bemannt. Das am 3. Februar von Sea Launch veröffentlichte Bild zeigt die Plattform in einem weitgehend intakten Zustand, die Startposition im Pazifik aus eigener Kraft verlassend. Anfang April gab Sea Launch den Oktober 2007 als den Termin für den nächsten Raketenstart bekannt.

### Insolvenz und Neustart
Am 22. Juni 2009 musste Sea Launch Insolvenz unter Chapter 11 nach US-Insolvenzrecht anmelden. Grund dafür war Überschuldung – Aktiva von geschätzten 100 bis 500 Millionen US-Dollar standen Verbindlichkeiten von bis zu zwei Milliarden US-Dollar gegenüber.
Per 27. Oktober 2010 konnte das Insolvenzverfahren beendet werden, nachdem RKK Energija über die zu diesem Zweck gegründete Tochter 
Energia Overseas Ltd. eine Mehrheit von 85 % an Sea Launch übernommen hatte. Die Starts von der „Odyssey“-Plattform wurden im Laufe des Jahres 2011 wieder aufgenommen.
2016 wurde Sea Launch weiterverkauft an die russische S7 Group, Muttergesellschaft der S7 Airlines. Im nachfolgenden Jahr bestellte das Unternehmen 12 Raketen bei Juschmasch, kündigte den Vertrag jedoch 2019 wieder auf. Stattdessen begann S7 Gespräche mit Roskosmos über einen Start von Sojus-5-Raketen von einer Sea-Launch-Plattform ab dem Jahr 2024.
2020 wurden die Odyssey und die Sea Launch Commander von Long Beach in einen russischen Hafen bei Wladiwostok verlegt.

## Tochterfirma Land Launch
Die Tochterfirma „Land Launch“ brachte seit April 2008 mit einer dreistufigen Zenit-3SLB von Baikonur aus Satelliten in den GTO. Dafür wurde die Zenit-3SL leicht modifiziert und von der Zenit-2-Startanlage gestartet. Wegen des ungünstigeren Standortes des Kosmodroms Baikonur konnte die Rakete nur 3,6 t in den GTO befördern. Der Vorteil des Land Launches bestand jedoch darin, dass die Startkosten deutlich geringer als bei einem Start von See aus waren. Auch eine zweistufige Zenit-2SLB war geplant. Sie hätte bis zu 12 Tonnen zur ISS befördern können.

## Ablauf eines Starts
Einige Wochen vor einem Start wurde die Rakete in einen Hangar auf der Startplattform geladen, danach fuhren sowohl das Schiff als auch die Startplattform zu einer Stelle im Pazifik, die bei ungefähr 154 Grad westlicher Länge in der Nähe von Kiritimati, etwa 2200 km südlich von Hawaii lag. Die Plattform war nicht verankert, sondern wurde durch ihren Antrieb an einer konstanten Position gehalten. Mithilfe von Satellitennavigation wurde versucht, eine definierte Position zu halten. Dies wurde durch schwer berechenbare Meeresströmungen erschwert.
Kurz vor einem geplanten Start wurden die Schwimmkörper der Plattform geflutet und damit die Plattform abgesenkt. Danach wurde die Rakete aufgerichtet und die Startmannschaft wechselte auf die Sea Launch Commander. Der Start selbst erfolgte ferngesteuert.
Zusätzlich zu der sich auf der Startplattform befindenden Rakete konnte die Sea Launch Commander weitere Raketen transportieren. Davon wurde jedoch kein Gebrauch gemacht, da die Startrate relativ niedrig war und so für beide Schiffe genug Zeit blieb, um in den Heimathafen zurückzukehren.

## Startliste
| Lfd. Nr. | Datum, Uhrzeit UTC        | Nutzlast                    | Masse  | Orbit | Kommentar  |
| -------- | ------------------------- | --------------------------- | ------ | ----- | ---------- |
| 01       | 28. März 1999, 01:29      | Dummy-Nutzlast              | 4,5 t  | GTO   | Erfolg     |
| 02       | 10. Oktober 1999, 03:28   | DIRECTV 1-R                 | 3,5 t  | GTO   | Erfolg     |
| 03       | 12. März 2000, 14:49      | ICO F-1                     | 2,7 t  | GTO   | Fehlstart  |
| 04       | 28. Juli 2000, 22:42      | PAS 9                       | 3,7 t  | GTO   | Erfolg     |
| 05       | 21. Oktober 2000, 05:52   | Thuraya-1                   | 5,1 t  | GTO   | Erfolg     |
| 06       | 18. März 2001, 22:33      | XM-2 Rock                   | 4,7 t  | GTO   | Erfolg     |
| 07       | 8. Mai 2001, 22:10        | XM-1 Roll                   | 4,7 t  | GTO   | Erfolg     |
| 08       | 15. Juni 2002, 22:39      | Galaxy IIIC                 | 4,9 t  | GTO   | Erfolg     |
| 09       | 10. Juni 2003, 13:56      | Thuraya-2                   | 5,2 t  | GTO   | Erfolg     |
| 10       | 8. August 2003, 03:31     | EchoStar IX/Telstar 13      | 4,7 t  | GTO   | Erfolg     |
| 11       | 1. Oktober 2003, 04:03    | Galaxy XIII/Horizons-1      | 4,1 t  | GTO   | Erfolg     |
| 12       | 11. Januar 2004, 04:13    | Telstar 14/Estrela do Sul 1 | 4,7 t  | GTO   | Erfolg     |
| 13       | 4. Mai 2004, 12:42        | DirecTV-7S                  | 5,5 t  | GTO   | Erfolg     |
| 14       | 29. Juni 2004, 03:58      | Telstar 18                  | 4,8 t  | GTO   | Teilerfolg |
| 15       | 1. März 2005, 03:51       | XM-3 Rhythm                 | 4,7 t  | GTO   | Erfolg     |
| 16       | 26. April 2005, 07:31     | Spaceway-1                  | 6 t    | GTO   | Erfolg     |
| 17       | 23. Juni 2005, 14:03      | Intelsat Americas 8         | 5,5 t  | GTO   | Erfolg     |
| 18       | 8. November 2005, 14:07   | Inmarsat 4-F2               | 5,96 t | GTO   | Erfolg     |
| 19       | 15. Februar 2006, 23:35   | EchoStar X                  | 4,33 t | GTO   | Erfolg     |
| 20       | 12. April 2006, 23:30     | JCSAT-9                     | 4,4 t  | GTO   | Erfolg     |
| 21       | 18. Juni 2006, 07:50      | Galaxy 16                   | 4,7 t  | GTO   | Erfolg     |
| 22       | 22. August 2006, 03:27    | Koreasat 5                  | 4,55 t | GTO   | Erfolg     |
| 23       | 30. Oktober 2006, 23:49   | XM-4 Blues                  | 5,2 t  | GTO   | Erfolg     |
| 24       | 30. Januar 2007, 23:22    | NSS-8                       | 5,8 t  | GTO   | Fehlstart  |
| 25       | 15. Januar 2008, 11:49    | Thuraya 3                   | 5,2 t  | GTO   | Erfolg     |
| 26       | 19. März 2008, 22:48      | DirecTV-11                  | 5,9 t  | GTO   | Erfolg     |
| 27       | 21. Mai 2008, 09:43       | Galaxy 18                   | 4,6 t  | GTO   | Erfolg     |
| 28       | 16. Juli 2008, 05:20      | EchoStar 11                 | 5,5 t  | GTO   | Erfolg     |
| 29       | 24. September 2008, 19:28 | Galaxy 19                   | 4,6 t  | GTO   | Erfolg     |
| 30       | 20. April 2009, 08:16     | SICRAL 1B                   | 3,0 t  | GTO   | Erfolg     |
| 31       | 24. September 2011, 20:18 | Atlantic Bird 7             | 4,6 t  | GTO   | Erfolg     |
| 32       | 1. Juni 2012, 05:23       | Intelsat 19                 | 5,6 t  | GTO   | Erfolg     |
| 33       | 19. August 2012, 06:55    | Intelsat 21                 | 6,0 t  | GTO   | Erfolg     |
| 34       | 3. Dezember 2012, 20:44   | Eutelsat 70B                | 5,25 t | GTO   | Erfolg     |
| 35       | 1. Februar 2013, 06:56    | Intelsat 27                 | 6,2 t  | GTO   | Fehlstart  |
| 36       | 26. Mai 2014, 21:10       | Eutelsat 3B                 | 5,97 t | GTO   | Erfolg     |